# Азербайджанская диаспора

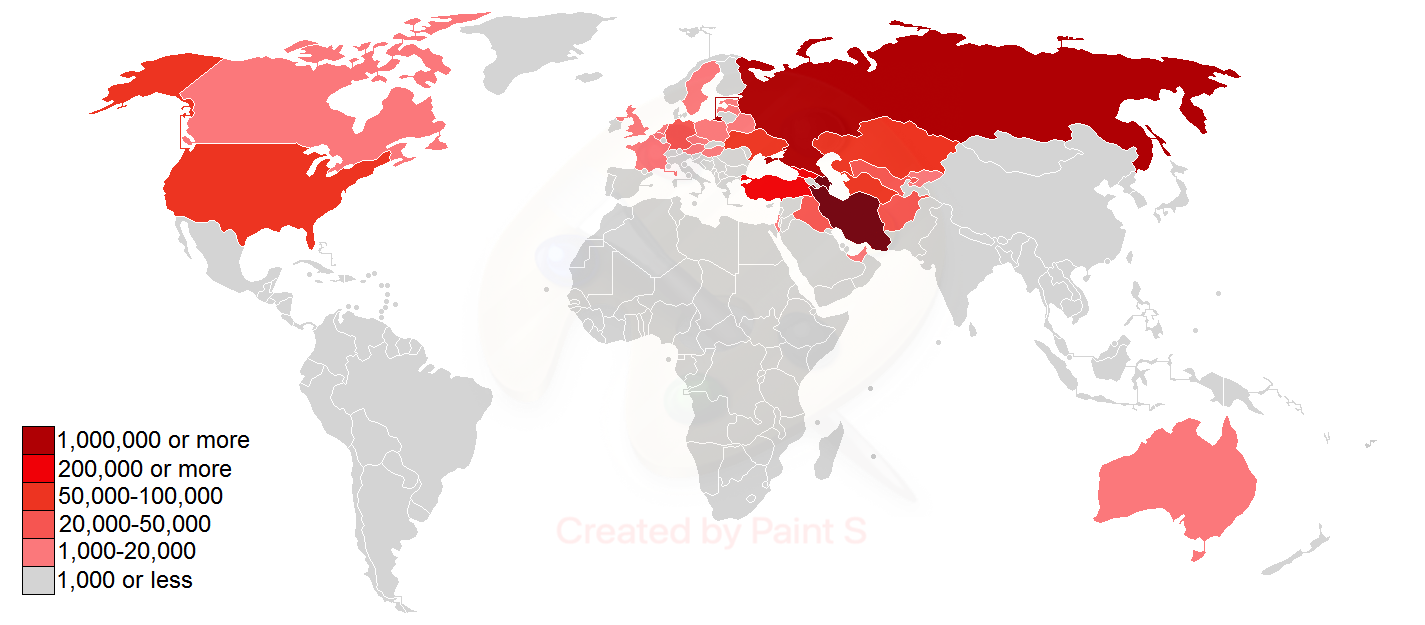
Азербайджанская диаспора по странам

Азербайджанская диаспора (азерб. Azərbaycan diasporu) — азербайджанцы, проживающие за пределами Азербайджана, в более широком смысле — за пределами азербайджанской автохтонной и этнической территории, а также лица, считающие себя связанными с Азербайджаном и азербайджанским этносом с точки зрения этнической, языковой, культурной или исторической общности. В настоящее время азербайджанцы имеют крупные общины в России, на Украине, а также других странах постсоветского пространства. Кроме того, азербайджанцы являются вторым по численности народом в Грузии и Иране, а также одной из крупнейших этнических групп на востоке Турции.

## История азербайджанской диаспоры
Образование и развитие азербайджанской диаспоры можно разделить на три волны. Первая волна приходится на начало XX века, когда после падения Азербайджанской Демократической Республики в 1920 году и установления в регионе в советской власти, представители азербайджанской национальной интеллигенции были вынуждены покинуть родину и переселиться в Турцию и страны некоммунистической Европы.
Второй период миграции приходится на Исламскую революцию 1979 года в Иране. В этот период страну покинули иранские азербайджанцы, поддерживавшие шахский режим и выступавшие против новой администрации Хомейни.
Третья волна азербайджанской миграции за рубеж пришлась на распад СССР и начало Первой карабахской войны. В этот период регион покинули тысячи азербайджанцев, в основном беженцев из Карабаха и Армении. Основным направлением миграции этой волны стали страны постсоветского пространства, в том числе Российская Федерация.
В 20 странах мира действуют 30 домов Азербайджана.

## Количество азербайджанцев по странам
| #  | Страна         | Центры азербайджанского населения | Численность азербайджанцев              | Подробнее                      |
| -- | -------------- | --- | --------------------------------------- | ------------------------------ |
| 1  | Иран           | Восточный Азербайджан, Западный Азербайджан, Тегеран, Ардебиль, Хамадан, Зенджан, Казвин | 15 млн. до 30 млн. (оценка, 2017)       | Азербайджанцы в Иране          |
| 2  | Россия         | Дагестан, Москва, Московская область, Санкт-Петербург, Тюменская область, Ханты-Мансийский автономный округ — Югра, Ростовская область, Волгоградская область, Самарская область, Саратовская область, Краснодарский край, Ставропольский край, Красноярский край | 603,070 (2010) до 2 млн. (оценка, 2020) | Азербайджанцы в России         |
| 3  | Турция         | Стамбул, Ыгдыр, Карс | 530,800 (2006)                          | Азербайджанцы в Турции         |
| 4  | Грузия         | Тбилиси, Квемо-Картли: Марнеули, Болниси, Дманиси, Гардабани; Кахети | 233,024 (2014)                          | Азербайджанцы в Грузии         |
| 5  | Казахстан      | Алма-Ата, Шымкент, Алматинская Туркестанская и Жамбыльская области | 145,615 (2021)                          | Азербайджанцы в Казахстане     |
| 6  | США            | Хьюстон, Даллас, Сан-Франциско, Нью-Йорк, Филадельфия, Чикаго, Лос-Анджелес, Миннеаполис, Милуоки, Солт-Лейк-Сити, Бостон | 54,205 до 400 тыс. (оценка, 2008)       | Азербайджанцы в США            |
| 7  | Туркменистан   | Ашхабад, Туркменбаши, Балканабад | 50,000 (оценка, 2020)                   | Азербайджанцы в Туркменистане  |
| 8  | Украина        | Харьков, Днепр, Киев, Одесса | 45,200 (2001)                           | Азербайджанцы на Украине       |
| 9  | Узбекистан     | Ташкент | 44,410 (1989)                           | Азербайджанцы в Узбекистане    |
| 10 | Германия       | Берлин, Кёльн, Майнц, Штутгарт | 24,190 (2006)                           | Азербайджанцы в Германии       |
| 11 | Франция        | Париж, Бордо | 24,030                                  | Азербайджанцы во Франции       |
| 12 | Кыргызстан     | Бишкек, Чуйская область, Ошская область | 17,267 (2009)                           | Азербайджанцы в Кыргызстане    |
| 13 | Великобритания | Лондон | 7250 (2009)                             | Азербайджанцы в Великобритании |
| 14 | ОАЭ            | Абу-Даби, Дубай | 7000 (2015)                             | Азербайджанцы в ОАЭ            |
| 15 | Нидерланды     | Амстердам | 7000 (2009)                             | Азербайджанцы в Нидерландах    |
| 16 | Канада         | Торонто, Монреаль | 6425 (2016)                             | Азербайджанцы в Канаде         |
| 17 | Беларусь       | Минск, Минская область | 6001 (2019)                             | Азербайджанцы в Белоруссии     |
| 18 | Швеция         | Стокгольм | 3865 (2020)                             | Азербайджанцы в Швеции         |
| 19 | Польша         | Варшава | 1788 (2021)                             | Азербайджанцы в Польше         |
| 20 | Австралия      | Сидней | 1740                                    | Азербайджанцы в Австралии      |
| 21 | Австрия        | Вена, Зальцбург | 1224 (2020)                             | Азербайджанцы в Австрии        |
| 22 | Эстония        | Таллин | 1280 (2020)                             | Азербайджанцы в Эстонии        |
| 23 | Чехия          | Прага | 1244 (2019)                             | Азербайджанцы в Чехии          |
| 24 | Дания          | Копенгаген | 582 (2021)                              | Азербайджанцы в Дании          |
| 25 | Япония         | Токио, Канагава, Осака | 169 (2020)                              | Азербайджанцы в Японии         |

## Съезды азербайджанцев мира
I Съезд азербайджанцев мира состоялся 9 ноября 2001 года в Баку. На съезде приняли участие около 540 азербайджанцев из более 35 стран мира. Главной целью съезда было сформировать и укрепить азербайджанскую диаспору и сплотить нацию.
16 марта 2006 года в Баку во Дворце имени Гейдара Алиева состоялся II съезд азербайджанцев мира. На съезде приняли участие около 600 делегатов из 50 стран. Самой большой стала делегация из России с 170 представителями. Во время съезда было принято обращение к азербайджанцам всего мира с призывом к консолидации.
III съезд азербайджанцев мира состоялся в Баку 4—7 июля 2011 года. На съезде приняли участие более 1270 делегатов, а также более 210 гостей из 42 стран. В ходе съезда президент Азербайджана Ильхам Алиев был повторно избран председателем Координационного совета азербайджанцев мира.

IV съезд азербайджанцев мира, на котором приняли участие более 500 представителей и гостей из 49 стран, прошёл в Баку 3—4 июня 2016 года. На съезде был утвержден состав Координационного совета из 109 членов.

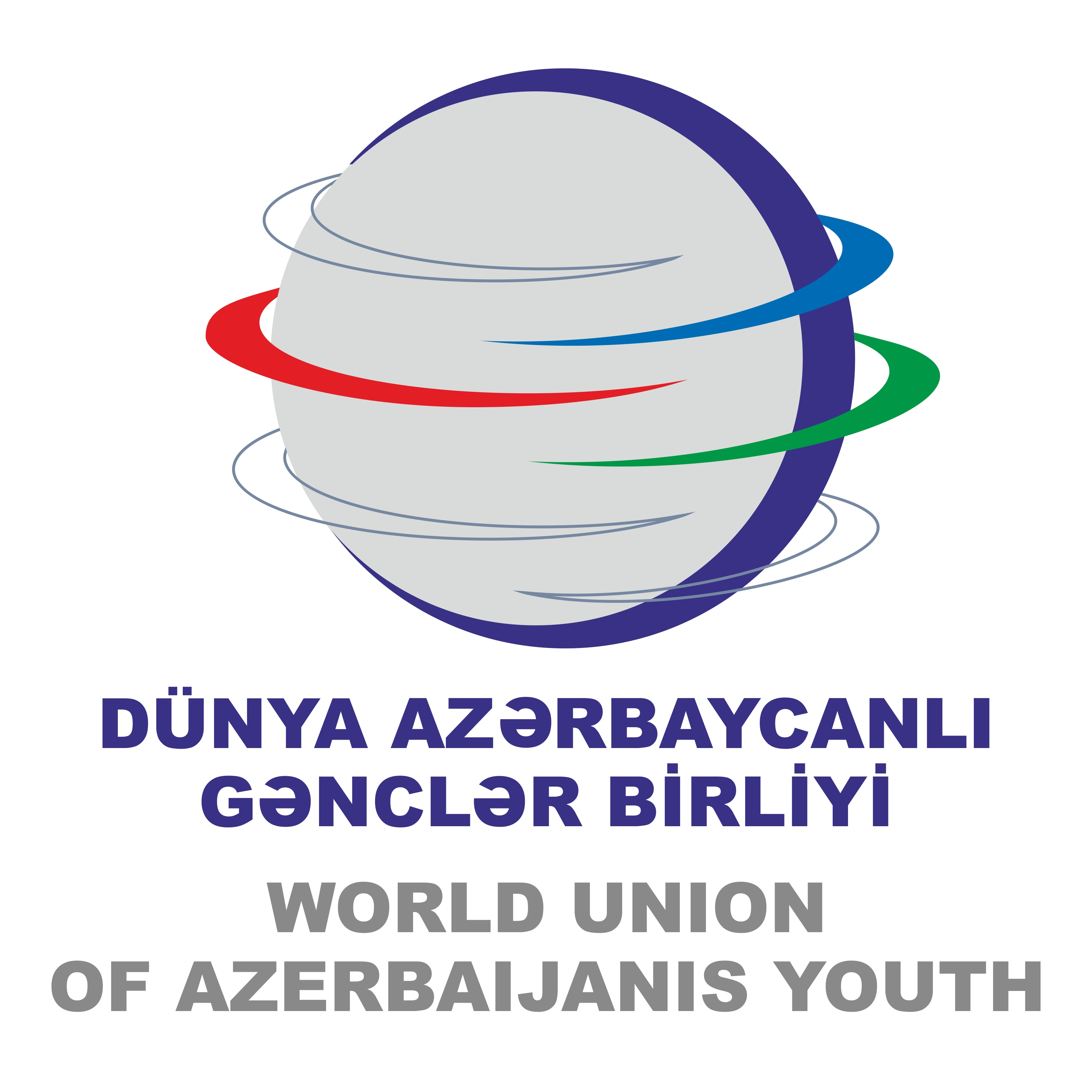
Всемирный союз азербайджанской молодёжи

## Всемирный союз азербайджанской молодёжи
12 марта 2012 года в Баку учреждён Всемирный союз азербайджанской молодёжи. Целью союза является гарантировать развитие азербайджанской молодёжи, живущей не только в Азербайджане, но и в разных странах мира, развитие их деятельности в сфере науки, учёбы, культуры, бизнеса и спорта.

## Иные организации азербайджанской диаспоры
Союз азербайджанцев мира — международный союз общественных объединений. Целью создания союза было содействие экономическому подъёму и научно-техническому прогрессу Азербайджана, гарантирующим достаточную безопасность азербайджанского государства и народа; содействие оказанию экономической, научной, информационной, образовательной, гуманитарной, технологической, культурной и иной помощи Азербайджану для обеспечения полноценной интеграции исторической Родины в мировое сообщество и в мировую экономику; содействие повышению уровня национального самосознания и самоорганизации азербайджанцев мира, единения и консолидации нации на основе решения созидательных задач для блага Родины, диаспоры и стран проживания; содействие обеспечению поступательно социально-экономического развития азербайджанцев и диаспоры, повышению экономического потенциала азербайджанцев в контексте глобализации международных отношений и мировой экономики; содействие укреплению азербайджанской государственности; содействие объединению усилий и консолидации азербайджанского народа во имя защиты мира. Штаб-квартира союза находится в Милане (Италия).
Азербайджанское молодежное объединение России (AMOR) — общероссийская молодёжная общественная организация. Штаб-квартира находится в Москве. Основными целями организации являются поддержка социальных, творческих, образовательных инициатив азербайджанской молодёжи, содействие укреплению дружбы, доверия и взаимопонимания между народами, создание условий для более полного включения азербайджанской молодёжи в культурную жизнь российского общества. «Amor» занимается организацией лекций, выставок, ярмарок, конгрессов. «Amor» является одной из самых активных азербайджанских молодежных организаций за пределами Азербайджана.
17 апреля 2004 года в Берлине учреждён Конгресс Азербайджанцев Европы. На конференции приняли участие более 50 диаспорских организаций, действующих в 28 странах мира. На собрании принят Устав конгресса. Конгресс объединяет более 60 организаций.
III Съезд Конгресса Азербайджанцев Европы прошёл в апреле 2009 года, на котором была принята резолюция. На съезде были учреждены 11 новых диаспорских организаций.
В ноябре 2009 года во Франкфурте Конгресс азербайджанцев Европы и Координационный совет азербайджано-турецких диаспорских организаций провели совместное собрание.
28 мая 2004 года в городе Искендерун (Турция) учреждена Федерация азербайджанских обществ Турции, в состав которой вошли 18 объединений и общин.
В апреле 2005 года в Торонто (Канада) состоялась конференция, на которой была учреждена Федерация азербайджанских организаций.
30 мая 2009 года в Торонто прошёл I Съезд Ассамблеи азербайджанских организаций Канады, на котором членами Ассамблеи стали 12 организаций.
В 2010 году в Марнеули (Грузия) состоялся I съезд азербайджанской молодежи Грузии, на котором был учрежден Союз азербайджанской молодежи Грузии и устав организации. Кроме того, в Грузии существуют 58 неправительственных организаций, связанных с диаспорой Азербайджана.
В апреле 2019 года в Киеве прошел учредительный съезд Рады Азербайджанцев Украины. РАУ объединил в себе крупнейшие диаспорские организации азербайджанцев Украины.

## Мероприятия, связанные с азербайджанской диаспорой
17—19 ноября 2007 года в Баку состоялся XI Съезд дружбы, братства и сотрудничества. Предыдущие съезды проходили в Турции. На съезде приняли участие важные государственные и правительственные лица государств тюркского мира.
27 марта 2008 года в Берлине состоялось заседание Координационного Совета азербайджанских и турецких диаспорских организаций мира
7 марта 2009 года в Амстердаме прошёл II Съезд Конгресса Азербайджанцев Бенилюкса.
В 2010 году в Киеве прошёл I форум азербайджанской молодежи Украины, на котором приняли участие более 700 представителей молодежи из разных. В ходе мероприятия был учрежден координационный совет азербайджанской молодежи Украины, а также принято решение объявить 24 апреля днем солидарности азербайджанской молодежи Украины.
В 2015 году в Москве открыт Дом азербайджанской общины.
С 9 по 11 сентября 2024 года в Баку проведён Форум азербайджанских учёных, проживающих за рубежом. В форуме приняли участие более 80 азербайджанских ученых из 23 стран, всего около 200 местных и зарубежных деятелей науки.